# Sibuzates
Els sibuzates (en llatí Subuzates o Sibuzates) eren un poble aquità que es va sotmetre a Crassus legat de Juli Cèsar, l'any 56 aC. Es creu que vivien a la vora de l'Adour, entre Aquae Tarbellicae (Dacs) i Baiona. D'altres fonts, però, els situen a l'actual Zuberoa, el nom de la qual derivaria dels Subuzates.